# Arthur Cohn
Pour les articles homonymes, voir Cohn.
Arthur Cohn, né le 4 février 1927 à Bâle, est un producteur de cinéma et réalisateur suisse.
Il a reçu six Oscars au cours de sa carrière ainsi que le Guardian of Zion Award en 2004.

## Biographie
Arthur Cohn est un cousin du rabbin Shlomo Carlebach.
Il produit le film documentaire Le Ciel et la Boue (1961) de Pierre-Dominique Gaisseau, qui reçoit l'Oscar du meilleur documentaire en 1962. Le documentaire Un jour en septembre de Kevin Macdonald, qu'il a produit, gagne l'Oscar en 2000.
Il coréalise avec Barbara Koppel le documentaire American Dream qui reçoit l'Oscar du meilleur film documentaire en 1991. Il avait déjà été nommé en 1981 pour Der Gelbe Stern, coréalisé avec Bengt von zur Mühlen.
Les plus célèbres films non documentaires qu'il ait produits sont Le Jardin des Finzi-Contini (1970, réalisé par Vittorio De Sica), La Victoire en chantant, Instant de bonheur, Les Orphelins de Huang Shui, et des films de Walter Salles : Central do Brasil (pour lequel il reçoit le British Academy Film Award du meilleur film et Abril Despedaçado). Il co-produit en 2004 le film Les Choristes, qu'il présentera ensemble avec Gérard Jugnot à Los Angeles pour essayer d'obtenir l'Oscar du meilleur film étranger[réf. nécessaire].
Son dernier film en tant que producteur est Le Mouchoir jaune (2008).

## Filmographie partielle
- 1965 : Paris-secret, documentaire d'Édouard Logereau

## Décorations
- Commandeur de l'ordre des Arts et des Lettres : promotion du 19 février 1993[2].

## Récompenses et distinctions

### Prix
- 1962 : Oscar du meilleur film documentaire en tant que producteur du film Le Ciel et la Boue
- 1977 : Oscar du meilleur film étranger en tant que producteur du film La Victoire en chantant
- 1991 : Oscar du meilleur film documentaire en tant que producteur du film American Dream